# مظفر الدين يافلاك أرسلان
مظفر الدين يافلاك أرسلان هو ثالث أسياد بني جوبان. يشار إليه في سلجوكنامه باسم مليك مظفر الدين.

## فترة حكمه
كات مهمة مظفر الدين حماية الحدود السلجوقية البيزنطية من البيزنطيين في شمال غرب الأناضول.
على الرغم من أن بني جوبان عاشوا بسلام إلى حد ما في عهد أرسلان المبكر، إلا أن الإمارات الأخرى لم تفعل ذلك بالتأكيد. كان الأناضول في حالة من الاضطراب بسبب التغيرات والصراع على عرش إلخانية المغول، لكن يافلاك أرسلان استمر في سياسة والده، ودان بالولاء للدولة الإيلخانية.

### وفاته
في عام 1292 توفي أرغون خان إلخان المغول وخلفه شقيقه كيخاتو. فاستغل يافلاك أرسلان الفرصة، وقاد أتراك الأناضول للثورة. كما تمرد قلج أرسلان الرابع على شقيقه السلطان غياث الدين مسعود الثاني. وعندما جاء غايخاتو إلى الأناضول مع جيشه، انتقل قلج أرسلان إلى قسطموني عاصمة يافلاك أرسلان، ونظم التركمان هناك. ذكرت بعض المصادر أن مظفر الدين يافلاك أرسلان عارض قلج أرسلان فقتله بيده. بينما ذكرت مصادر أخرى أنه قُتل في أثناء التمرد، وأعطيت المنطقة للقائد السلجوقي شمس الدين يمان جاندار، الذي أسس أحفاده إمارة بني جاندار في نفس المنطقة.

## في الثقافة الشعبية
في المسلسل التلفزيوني التركي المؤسس عثمان جسد شخصية يافلاك أرسلان الممثل التركي أوموت كاراداغ. وكان أحد المؤرخين قلقًا في البداية من أن مثل هذه الشخصية التاريخية المهمة أن يتم تصويره بطريقة سلبية، لكن محمد بوزداغ منتج المسلسل أكد له أنه سيظهر كبطل حقيقي.